# قرار مجلس الأمن التابع للأمم المتحدة رقم 1549
قرار مجلس الأمن التابع للأمم المتحدة رقم 1549، المتخذ بالإجماع في 17 حزيران / يونيو 2004، بعد الإشارة إلى جميع القرارات السابقة بشأن الحالة في ليبريا، ولا سيما القراران 1521 (2003) و1532 (2004)، أعاد المجلس إنشاء فريق خبراء للإشراف على العقوبات الدولية المفروضة على ليبيريا.

## القرار

### أعمال
أعيد إنشاء فريق الخبراء لفترة حتى 21 كانون الأول / ديسمبر 2004 للقيام ببعثة متابعة إلى ليبريا والبلدان المجاورة للتحقيق في تنفيذ العقوبات وأي انتهاكات لها، ولتقييم الآثار الإنسانية والاجتماعية والاقتصادية للتدابير. وطُلب من الفريق تقديم تقريرين بشأن هذه المسائل بحلول 30 أيلول / سبتمبر 2004 و10 كانون الأول / ديسمبر 2004. علاوة على ذلك، طُلب من الأمين العام كوفي عنان تعيين ما يصل إلى خمسة خبراء للعمل في اللجنة.
طُلب من الحكومة الانتقالية إنشاء نظام شهادة منشأ مناسب للماس وفرض سيطرتها على مناطق إنتاج الأخشاب. أخيرًا، تمت دعوة المجتمع الدولي لمساعدة الحكومة الانتقالية في ليبيريا من خلال الانتعاش الاقتصادي وإعادة الإعمار، والتعاون مع لجنة الخبراء ولجنة العقوبات.

## روابط خارجية
- نص القرار في undocs.org